# Массовое убийство семьи в Волновахе
Массовое убийство девяти человек произошло 27 октября 2023 года в городе Волноваха Донецкой области, оккупированном с марта 2022 года российскими военными в ходе вторжения в Украину. Жертвами стали три поколения семьи, включая двоих детей. Семья собралась накануне для празднования дня рождения. Уголовное дело возбуждено по признакам преступления, предусмотренного пунктами «а, в» части 2 статьи 105 УК РФ, за которое предусмотрено до пожизненного заключения. 30 октября 2023 года российские власти задержали контрактников Антона Сопова и Станислава Рау, которые признались в совершении преступления.

## Ход событий
В ночь на 28 октября в частном доме на улице Донецкой города Волноваха были застрелены 25-летний Александр Капканец, его 27-летняя жена Екатерина Хатинская, их четырёхлетний сын Никита и девятилетняя дочь Настя. Также погибли 31-летний брат Александра Андрей Капканец, его жена Наталья, 20-летний Дмитрий Хатинский, родной брат Екатерины, 53-летний Эдуард Капканец и его 51-летняя супруга Татьяна, чей день рождения все родственники собрались отмечать.
Все девять членов семьи были убиты во сне. Преступники использовали автоматы «Вал» или «Винторез», предназначенные для бесшумной стрельбы. Тела были обнаружены спустя 8—10 часов после убийства. По данным издания «Astra», высокопоставленные военные пытались скрыть трагедию.
Первоначально украинская прокуратура Донецкой области выдвигала версию, что «вооружённые люди в военной форме» требовали освободить дом для размещения подразделения российской армии. После отказа они вернулись через несколько дней и совершили убийство. Российские следственные органы связывают преступление с бытовым конфликтом. Местные жители сообщили, что накануне убийства у хозяина дома возник конфликт с военными. По одной версии, семья торговала самогоном и отказала военным в бесплатном алкоголе. По другой — причиной стало неосторожное замечание, сделанное в магазине Эдуардом Капканцом пьяным военным буквально за несколько часов до убийства.

## Расследование и арест

### Подозреваемые
Прямых свидетелей убийства не было. Соседи заметили, как ночью от дома отъезжал кроссовый мотоцикл характерной формы, на котором сидели двое худых мужчин в военной форме. Мотоцикл попал на две камеры видеонаблюдения в Волновахе. Он принадлежал одному из контрактников, который снимал комнату неподалёку от места убийства и хранил мотоцикл во дворе.
Вечером 30 октября Следственный комитет Российской Федерации по Донецкой Народной Республике сообщил, что открыто уголовное дело по признакам преступления, предусмотренного пунктами «а, в» части 2 статьи 105 УК РФ (убийство), за которое предусмотрено пожизненное заключение. Подозреваемые — контрактники с Дальнего Востока — были задержаны на 30 суток. Первым задержанным стал владелец мотоцикла, а затем и второй военный. В ходе следствия подозреваемые признались, что из-за обиды хотели убить Эдуарда и его сына Александра, но в темноте «не могли распознать жертв».
Имена подозреваемых впервые сообщил анонимный телеграм-канал «ВЧК ОГПУ». Это оказались российские военнослужащие-контрактники из Приморского края 21-летний Антон Сопов и 28-летний Станислав Рау. Издание «Сибирь.Реалии» связалось с братом Станислава Рау, который подтвердил, что тот действительно один из задержанных.
Сопов и Рау, вероятно, познакомились в «учебке» весной 2023 года во Владивостоке. По данным «ВЧК-ОГПУ», накануне убийства они входили в подразделение Министерства обороны «Шторм», созданное из наёмников ЧВК «Вагнер» после мятежа Евгения Пригожина.
Антон Сопов родился в августе 2002 года в посёлке Ярославский Приморского края и служил в морской пехоте Тихоокеанского флота. Согласно карточке Владивостокского военного суда, в феврале 2023 года его признали виновным в «дедовщине» с причинением средней тяжести вреда здоровью (ч. 2 ст. 335 УК РФ). Его отец, Руслан Сопов, участвовал в боевых действиях в Украине ещё в 2016 году и был внесён в базу украинского сайта «Миротворец» как водитель-такелажник зенитно-ракетного дивизиона 60-й мотострелковой бригады (войсковая часть 16871), расположенной в Приморском крае.
Станислав Рау до службы в армии семь лет работал автомехаником в Петропавловске-Камчатском. Он окончил политехнический колледж в селе Волчиха Алтайского края и отслужил в разведроте спецназначения в звании сержанта. Служил в 155-й гвардейской бригаде морской пехоты Тихоокеанского флота. В марте 2023 года он завербовался добровольцем в ЧВК «Вагнер», вероятно, по примеру друзей. В январе 2023 года на войне погиб его родной дядя, завербованный в «Вагнер» из новосибирской колонии, где отбывал срок за убийство.
В августе 2023 года, незадолго до случившегося, Сопов и Рау, по случаю посещения губернатором Камчатского края Владимиром Солодовым оккупированных территорий Донецкой области и награждения военнослужащих своего региона, выступали там в роли «образцово-показательных военнослужащих», сопровождали губернатора в зону боевых действий и фотографировались с ним. Сопов стал героем видеорепортажа «Известий», а губернатор Солодов лично вручил ему Чебурашку.